# Vigiljoch

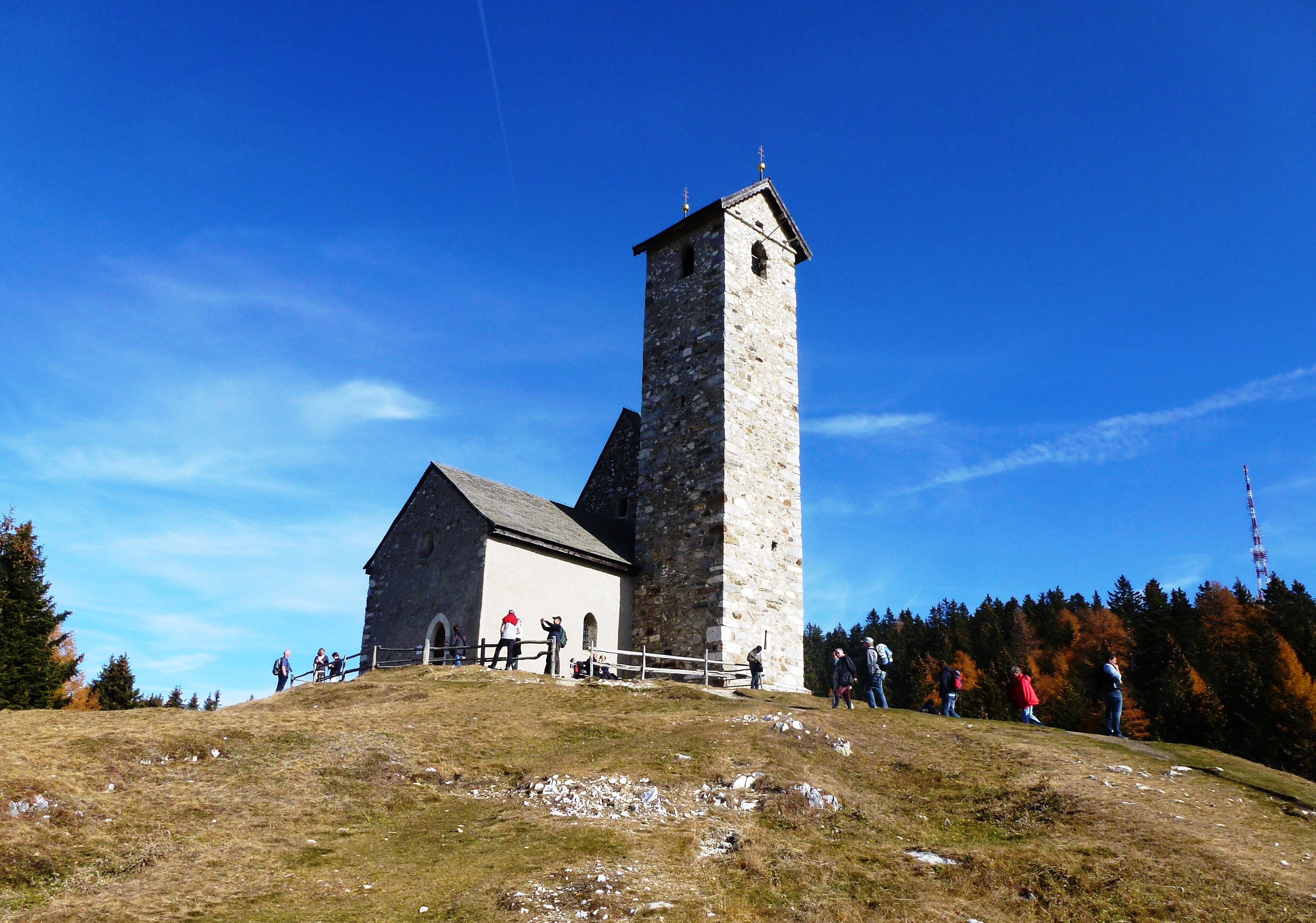
St. Vigil am Joch

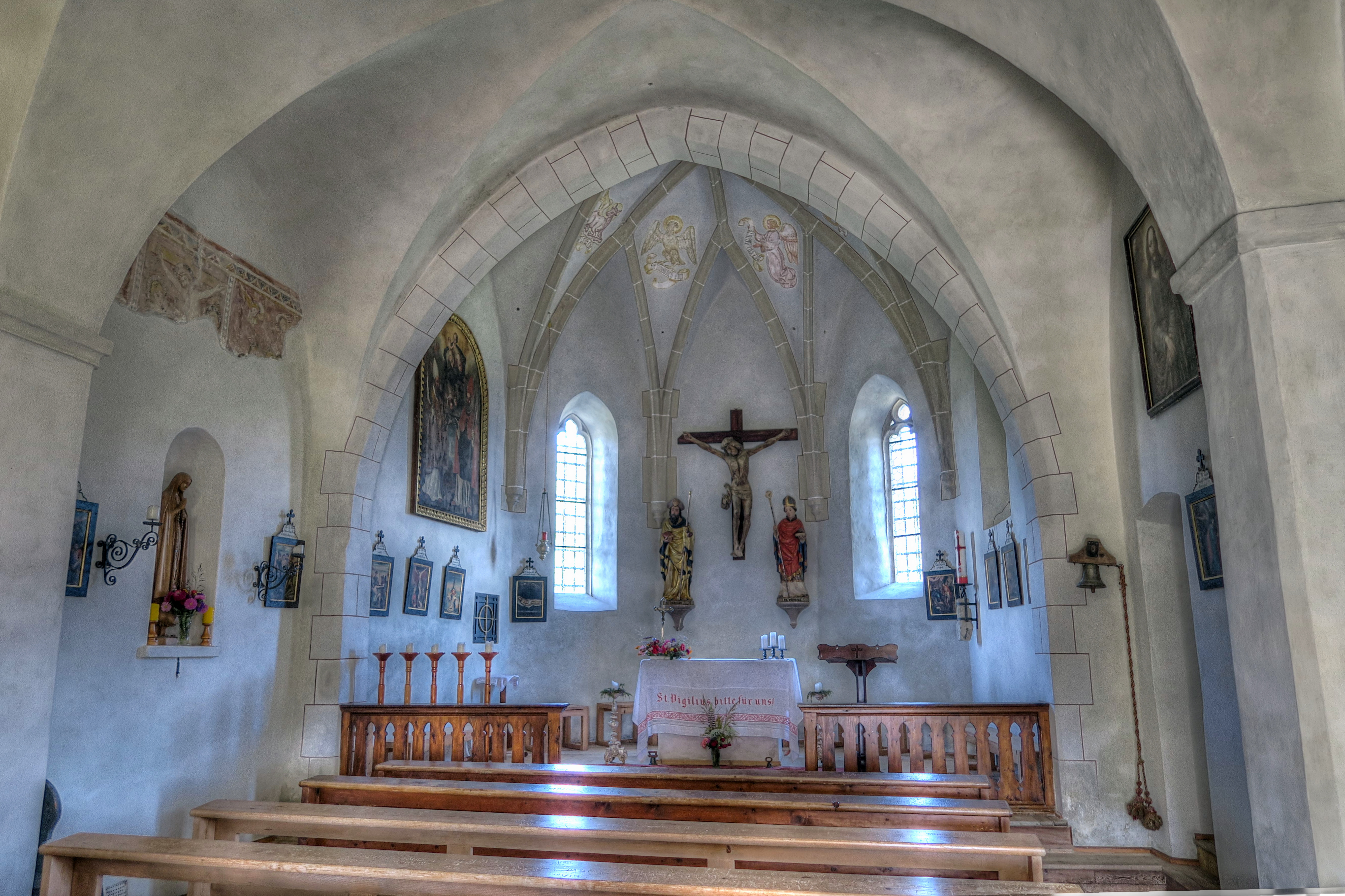
Altarraum St. Vigil

Vigiljoch bezeichnet im engeren Sinne einen 1743 m s.l.m. hohen Übergang über die nordöstlichsten Ausläufer des Zufrittkamms der Ortler-Alpen in Südtirol (Italien). Dieser bildet eine im umliegenden Höhenzug nur schwach ausgeprägte Einsattelung und ist der Standort des Kirchleins St. Vigil am Joch mit Fresken aus dem 14. Jahrhundert. Im weiteren Sinn bezeichnet man als Vigiljoch auch zusätzlich den auf beiden Seiten anschließenden, großteils bewaldeten und mit mehreren flachen Anhöhen (Larchbichl 1837 m, Bischofskofel 1783 m, Marlinger Joch 1779 m, Rauher Bichl 2018 m) ausgestatteten Bergrücken, der sich zwischen dem unteren Vinschgau, dem Burggrafenamt um Meran und dem Eingang des Ultentals erhebt und in südwestliche Richtung erst zum Naturnser Hochjoch hin deutlich an Höhe gewinnt.

## Geschichte
Wie Feuersteinfunde belegen, war das Joch schon in der Steinzeit von Jägern frequentiert. Der Ursprung der zahlreichen Schalensteine ist aber ungeklärt.
Das Vigiljoch ist seit 31. August 1912 mit einer Seilbahn von Lana aus zu erreichen. Die Bergstation der Seilbahn befindet sich auf 1486 m. Die Seilbahn galt als Pionierarbeit und wurde nach Plänen des Zürcher Bergbahnbauers Emil Strub und des Wieners Walter Conrad gebaut. Die Arbeiten führte die Mailänder Firma Ceretti & Tanfani aus. Der Lananer Seilbahnpionier Luis Zuegg nahm vor Eröffnung und Inbetriebnahme noch technische Umbauarbeiten vor.
Von 1933 bis 1938 bestand das Alpine Schulheim am Vigiljoch, eine Exilschule für jüdische Kinder aus Deutschland.
Seit den 60er Jahren wird knapp südöstlich des Vigiljochs radonhaltiges Mineralwasser (777 Bq/l) gefördert und für unterschiedliche Therapien verwendet.

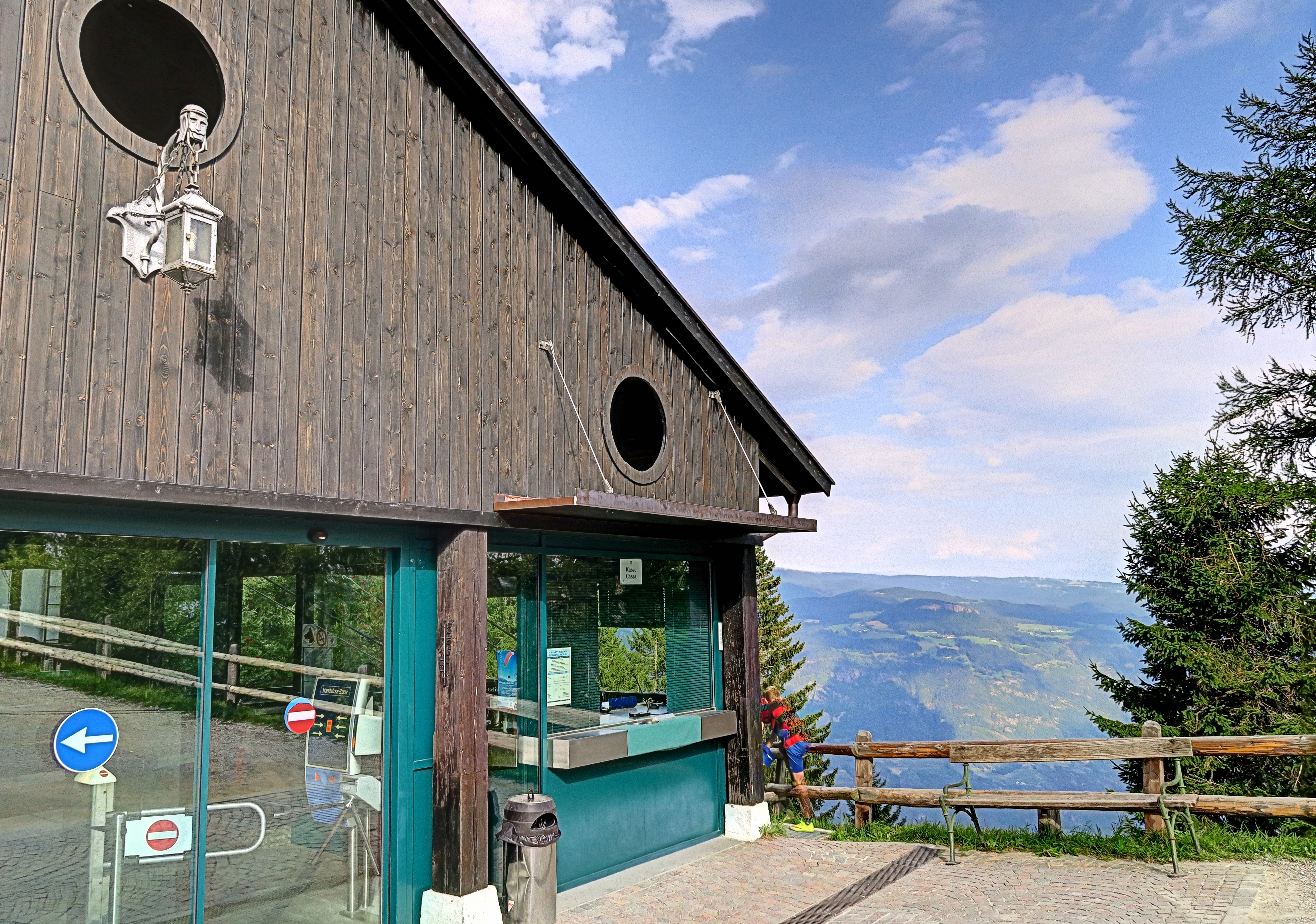
Bergstation der Seilbahn

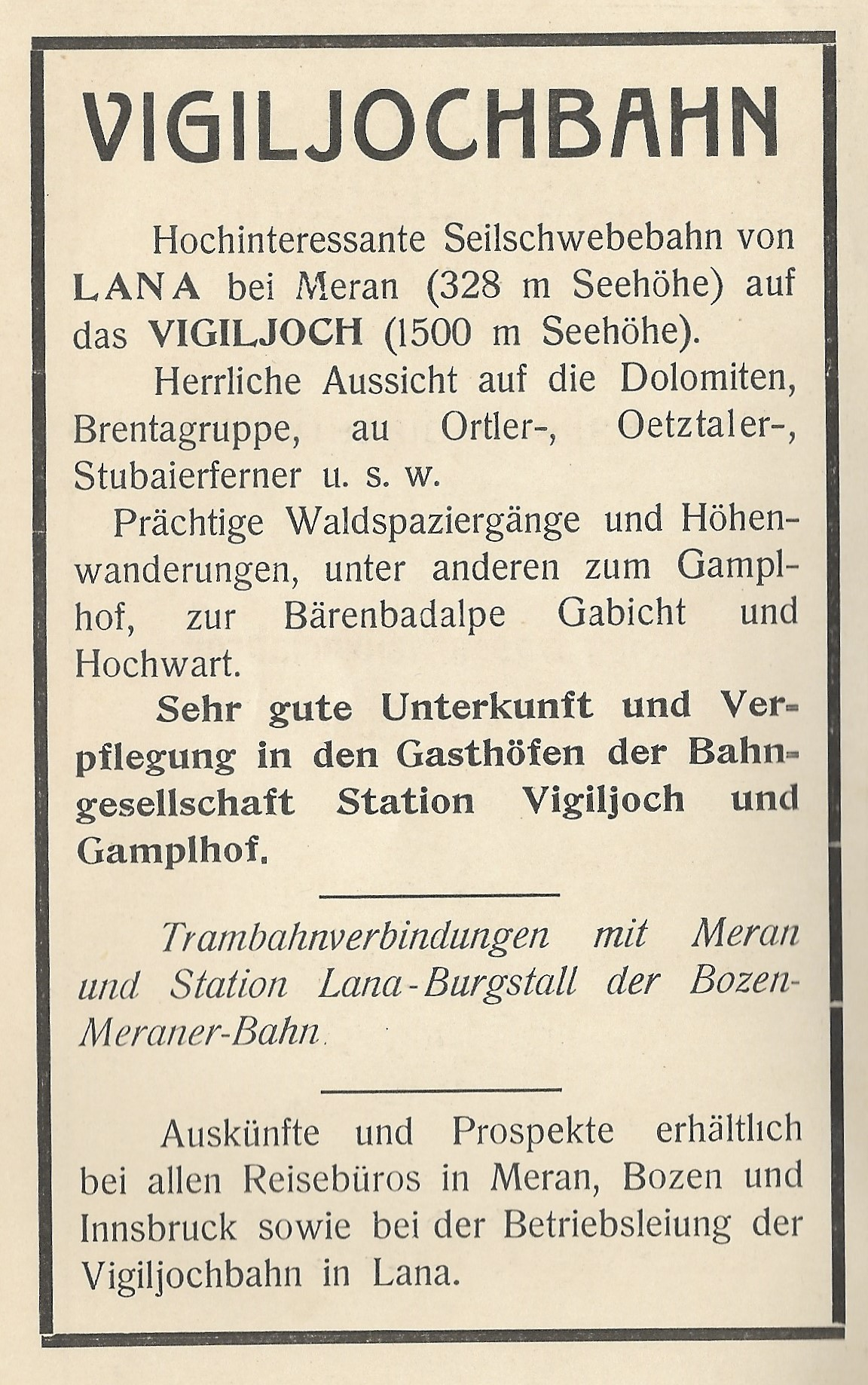
Werbung für die Vigiljochbahn im Pharus-Plan für Bozen-Gries von ca. 1910

Neuere touristische Infrastrukturen am Vigiljoch umfassen das Hotel Vigilius Mountain Resort und das Skigebiet Vigiljoch, das Teil der Ortler Skiarena ist. Die Hotelanlage befindet sich nahe der Bergstation der Seilbahn von Lana, von wo aus ein Sessellift zum Larchbichl weiterführt. Eigentümer des Vigilius Mountain Resorts ist der Unternehmer Ulrich Ladurner, der auch die Firma Dr. Schär, einen Südtiroler Hersteller von Produkten für die glutenfreie Ernährung mit Sitz in Burgstall führt.

## Geologie
Das Vigiljoch liegt in den Zentralen Ostalpen nahe der Grenze zu den Südalpen, die als Periadriatische Naht unmittelbar östlich vom Vigiljoch verläuft (Plattenjoch – Meran – Tscherms – St. Pankraz – Hofmahdjoch). Das vorherrschende Gestein ist der Marteller Quarzphyllit mit Einschaltungen von Marmor (z. B. als Baugrund der Kirche St. Vigil) und Augengneisen (z. B. im Bereich der Mineralwasserquellen zwischen Ameisbichl und Gampl). Südöstlich angrenzend bis zur periadriatischen Naht liegen Glimmerschiefer und Paragneise. Tektonisch gehört das Vigiljoch zur oberostalpinen Campo-Decke und südöstlich angrenzend zur Marlinger Schuppe.
Die südalpinen Granite, Tonalite und Granodiorite von Kreuzberg bei Lana und vom Ifinger bei Meran schließen erst südöstlich der periadriatischen Naht an.
Das Vigiljoch wurde während des Höchststands der Würm-Kaltzeit und der vorangegangenen Kaltzeiten des gegenwärtigen Eiszeitalters vollständig vom Etschgletscher überströmt und dabei „rund gehobelt“, während erst das rund 700 m höhere Naturnser Hochjoch der äußerste Gipfel des Zufrittkamms ist, der noch aus dem Gletscherstrom herausragte.

## Sagen und Geschichten
Um das Vigiljoch ranken sich zahlreiche Sagen und Geschichten:

### Die Riesen am Vigiljoch
Einst hausten zwei Riesen in der Gegend. Einer wohnte im Wald am Vigiljoch, der andere in einer Höhle auf dem gegenüberliegenden Tschögglberg bei Hafling. Eines Tages beschlossen sie, ein jeder sollte in der Nähe seiner Behausung eine schöne Kirche aus Stein bauen. Aber sie besaßen nur einen Hammer. Bei Bedarf warfen sie sich also den Hammer zu, von der einen Talseite zur anderen. So baute einmal der eine, dann der andere an seiner Kirche. Trotzdem kamen sie gut voran und die Kirchen waren so gut und fest gebaut, dass sie heute noch bestehen: die Kirche am Vigiljoch und die Kirche St. Kathrein in der Scharte bei Hafling.

### Das Skelett von Lebenberg
Oberhalb von Tscherms steht auf einem steilen, mit Weinreben bewachsenen Hügel das Schloss Lebenberg. Die imposante Burganlage wird noch heute von ihren adeligen Besitzern ganzjährig bewohnt. Sie ist zum Teil öffentlich zugänglich und ein lohnendes Ziel für Freunde von Ritterromantik und Schlossgeschichten, denn um Lebenberg rankt sich eine Liebesgeschichte mit unglücklichem Ausgang. Im 15. Jahrhundert verliebten sich zwei junge Leute unsterblich ineinander. Es waren der Sohn eines reichen Bauern und die Tochter des Grafen Heinrich. Nun hegte der Graf für diese unstandesgemäße Beziehung überhaupt keine Sympathie und versuchte, den Jungbauern durch Drohungen einzuschüchtern und von seiner Tochter fernzuhalten. Der junge Mann ließ sich aber seine Liebe nicht verbieten. Doch eines Tages verschwand der Bauernsohn spurlos. Es wurde gemunkelt, dass der Graf ihn gefangen genommen hatte und im Turm einmauern ließ. 1927 fand man bei Restaurierungsarbeiten im Hof – unter einer Mauer an der ein großes Kruzifix hing – die sterblichen Überreste eines Mannes. Ob es sich dabei wirklich um den Sohn des Thalgutbauern handelte, von dem die Legende berichtet, konnte allerdings nicht geklärt werden. Der Schlossbesitzer ließ die Gebeine in den Turm bringen, aber das tagelange Jaulen und Heulen seiner Hunde veranlasste ihn schnell dazu, die Überreste auf dem Marlinger Friedhof zu bestatten.

### Der Geist im Jocher See
Auf dem Vigiljoch, hoch über Lana, liegt die Schwarze Lacke (von den Einheimischen auch Jocher See genannt), ein See, der heute fast ausgetrocknet ist. Einst war er jedoch viel größer und tiefer. Um ihn rankt sich folgende Sage: Graf Fuchs, der Schlossherr von Lebenberg, war ein steinreicher, aber nicht gerade gottesfürchtiger Mann. Er führte ein liederliches Leben, war jähzornig und hartherzig. Außerdem bereitete es ihm ein großes Vergnügen, seine Untergebenen zu schinden und zu quälen. Die Messe besuchte er höchst selten und selbst an hohen Feiertagen ging er lieber auf die Jagd als in die Kirche. Einmal, zu Ostern, als er es allzu arg trieb – jagte, buhlte und sich auch sonst gottlos verhielt, kam der alte Schlosskaplan zu ihm und versuchte ihn zur Einsicht zu bekehren. Der Graf war über die Vorhaltungen und die Predigt so erzürnt, dass er seinen Knechten befahl, den Priester in den Jocher See zu werfen. Zwei wilde Gesellen schleppten den Greis zum See und ertränkten ihn. Doch der Graf sollte sich nicht lange seines frevelhaften Tuns erfreuen. Eines Tages ritt er allein zur Jagd aufs Joch und kehrte nie mehr zurück. Es wird erzählt, sein Pferd hätte gescheut, als sie an den See kamen. Und er wäre ins Wasser gefallen, wo er jämmerlich ertrunken sei. Seit dieser Zeit spukt es um den See herum. Die Bauern wollen am Ufer des Sees einen Wolf mit glühenden Augen bzw. einen wilden Jäger – diese Gestalten musste der Ritter zur Strafe annehmen – gesehen haben. Auch soll bei Gewitter ein unheimliches Rumoren und Grollen aus dem See zu hören sein.

### Der Sunntigsacker bei Pawigl
Bis zum 17. Jahrhundert mussten die Pawigler, wenn sie sonntags zur Messe wollten, den beschwerlichen und steilen Weg nach Lana gehen. Erst danach bekam der Weiler einen eigenen Kuraten. Der Bauer vom Oberhof war ein frommer, alter Mann, der wegen seiner Gebrechlichkeit nur an hohen Feiertagen die Messe in Lana besuchte. An gewöhnlichen Sonntagen begab er sich auf die Wiese bei seinem Haus, denn von dort hatte er einen guten Blick auf die Kirche in Niederlana und konnte so die Messe im Geist miterleben. Seit dieser Zeit heißen die Wiesen „Sunntigsacker“. Als der Oberhofbauer wieder einmal zur Kirche ins Tal stieg, teilten sich die Fluten der Falschauer, sodass er trockenen Fußes und ohne Umweg durch das Bachbett zur Kirche kam. Dort sah er, wie der Teufel die Sünden der Gläubigen auf eine Eselshaut schrieb, die aber schnell zu klein war. Deshalb begann der Teufel die Haut zu dehnen, allerdings stieß er dabei mit einem Horn an einen Kirchenpfeiler. Der Bauer musste darüber lachen, doch zur Strafe teilte sich auf dem Heimweg das Wasser des Baches nicht wieder. Sofort ging er nun zur Kirche zurück, um seine Sünde zu beichten. Und siehe da, auf dem Rückweg teilte sich das Wasser erneut.

## Galerie

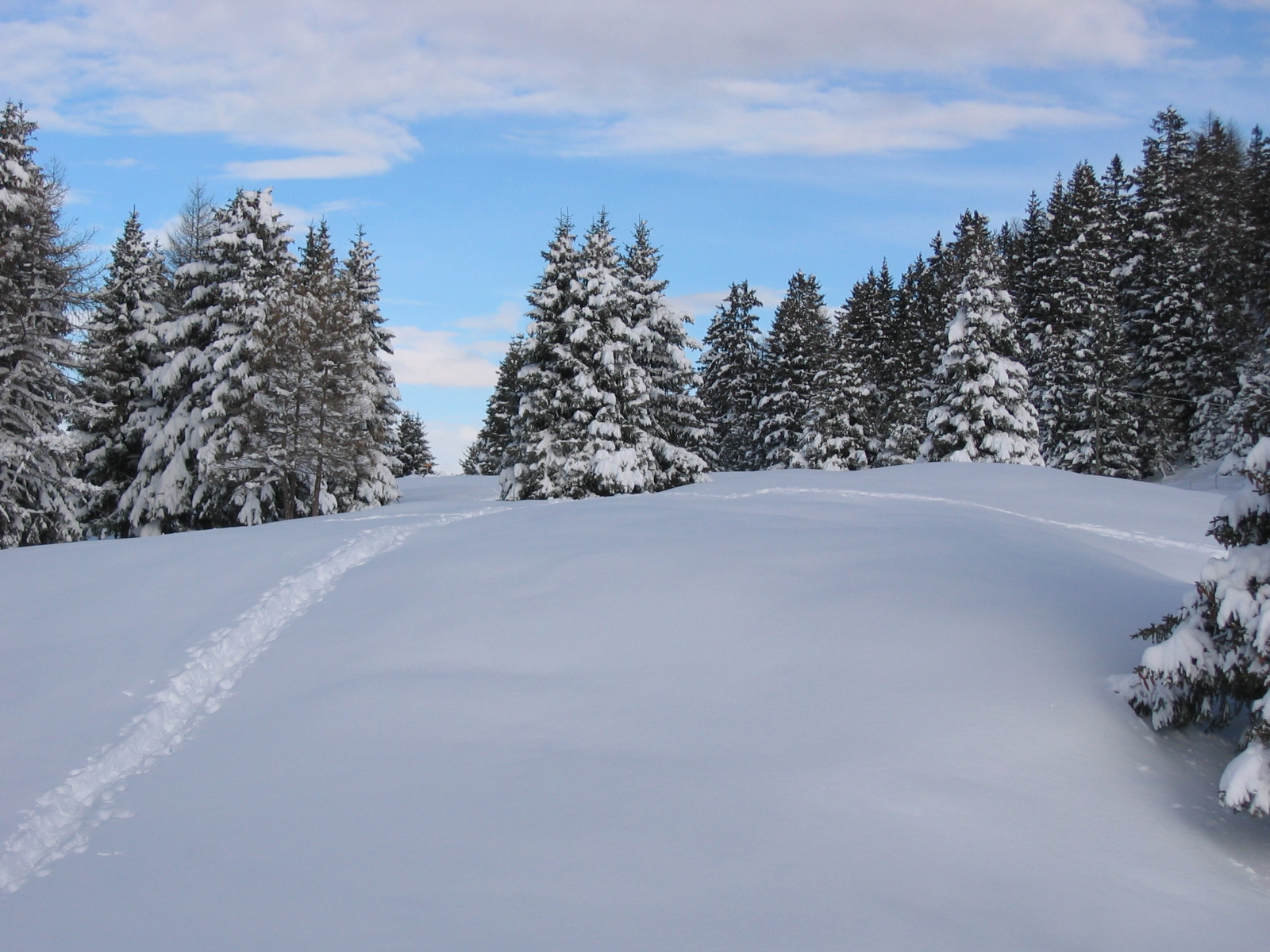
Vigiljoch im Winter nahe dem Kirchlein St. Vigil
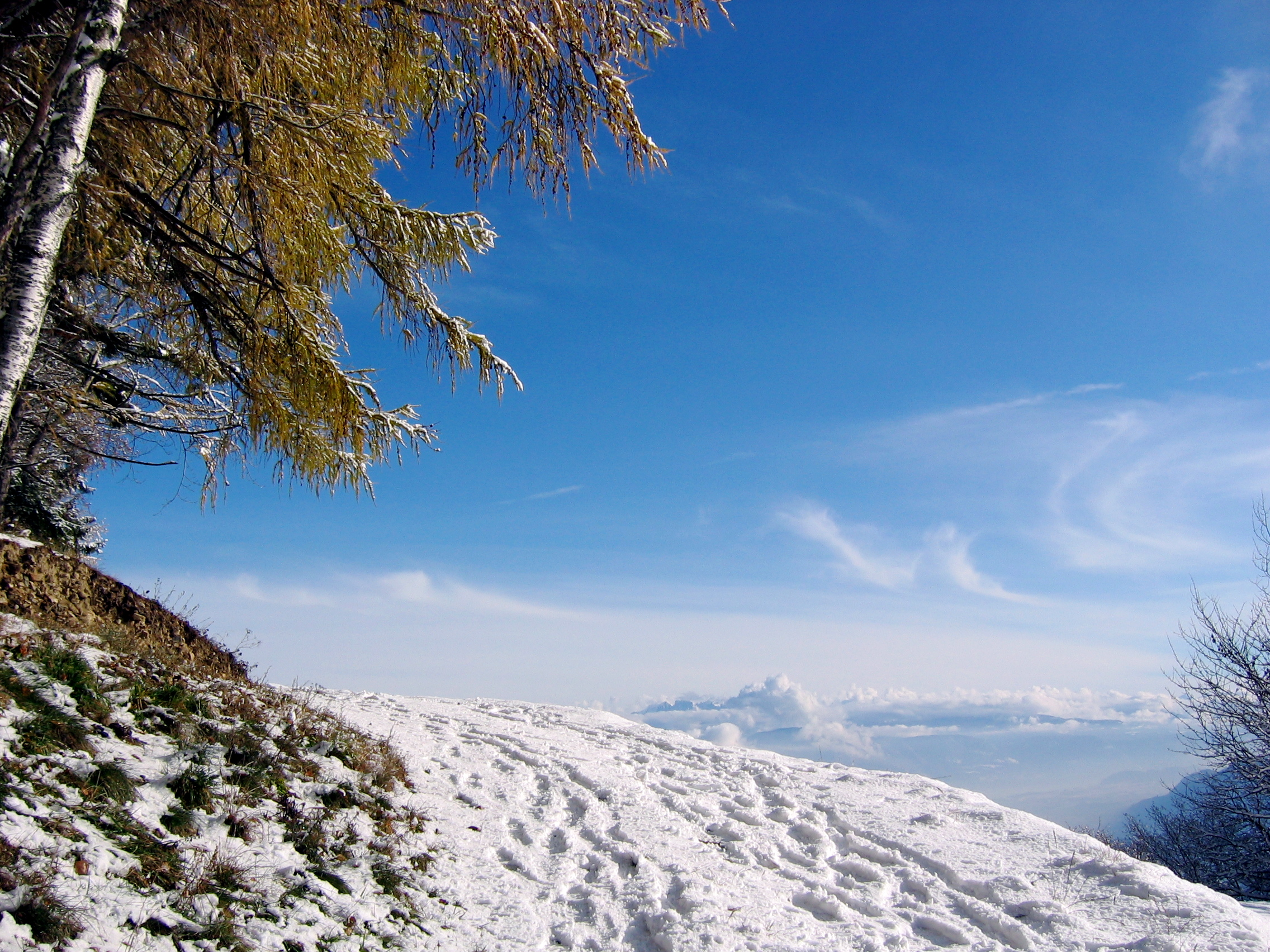
Wanderweg bei Schönwies im Winter
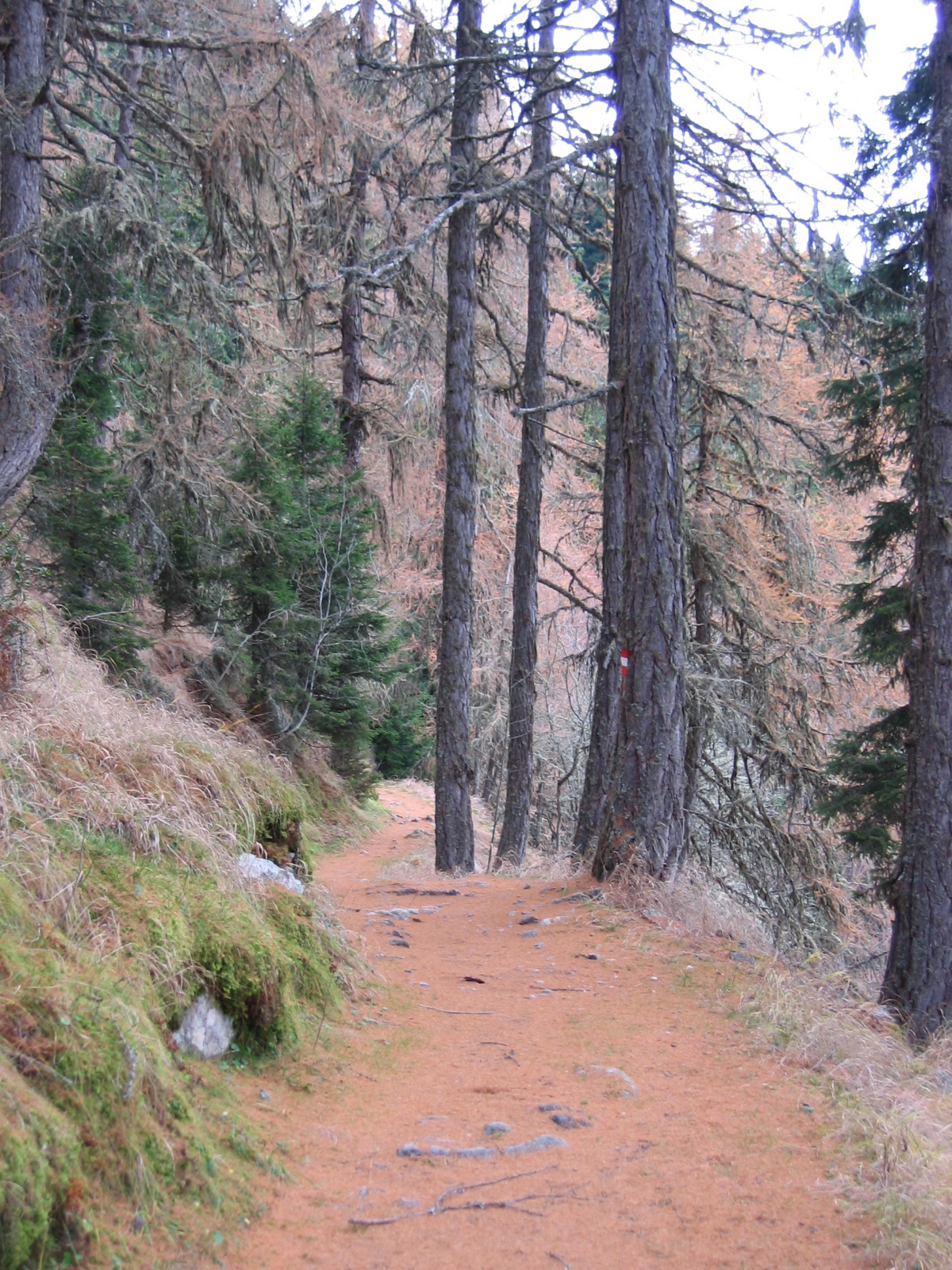
Wanderweg nahe Seespitz
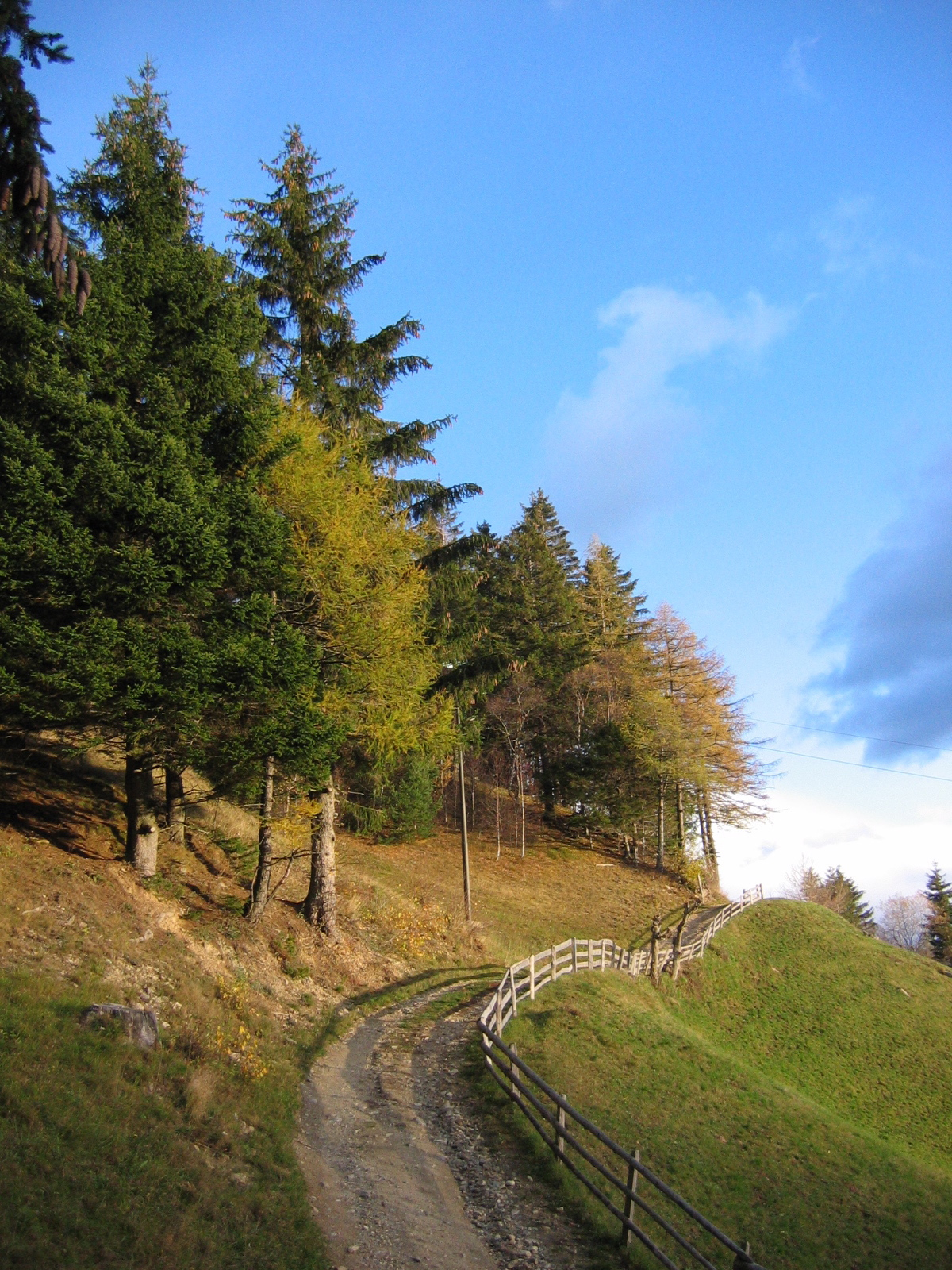
Wanderweg bei Schönwies im Frühling
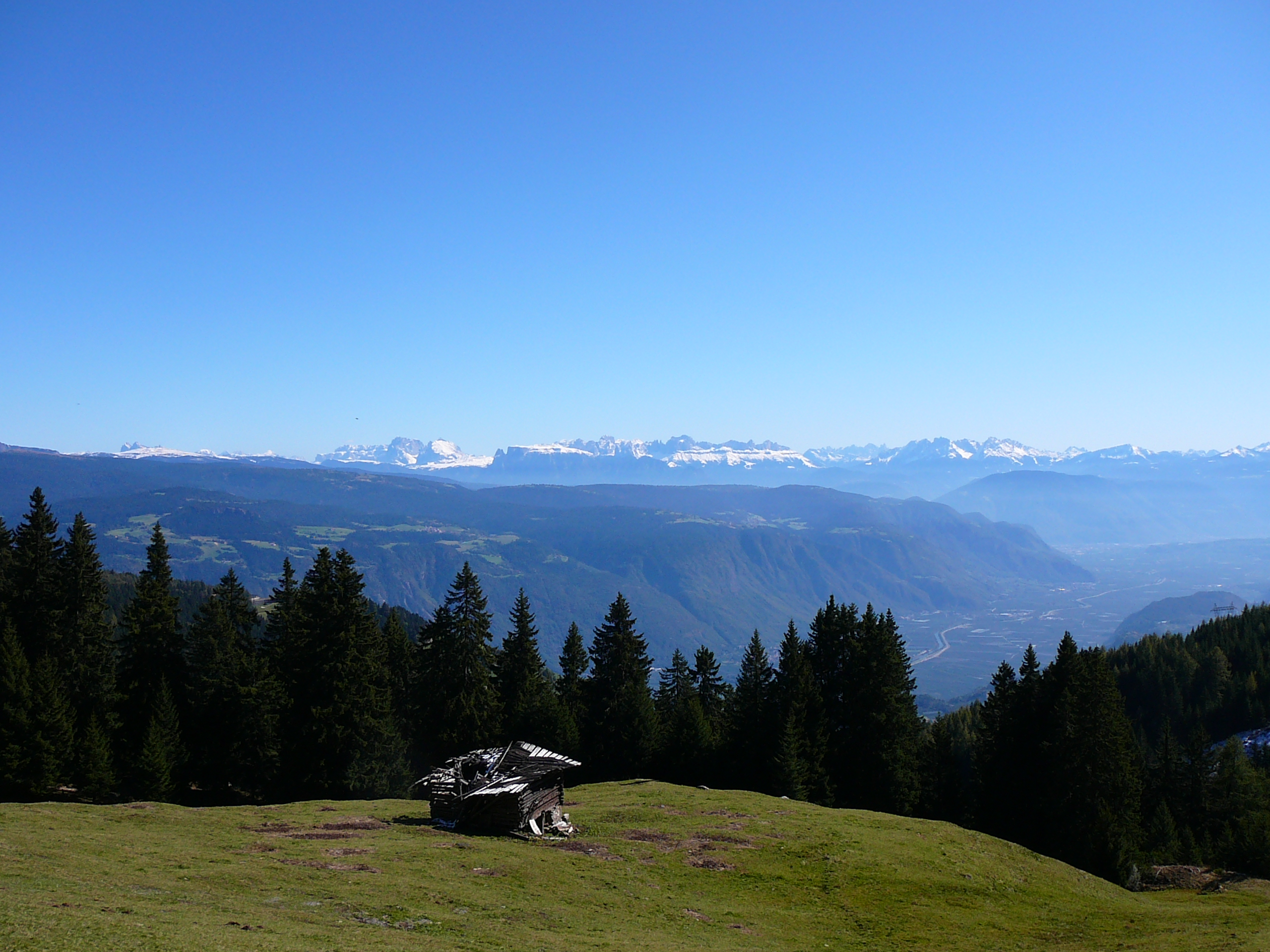
Blick vom Vigiljoch zum Tschögglberg und zu den Dolomiten (Schlern, Rosengarten, Latemar)
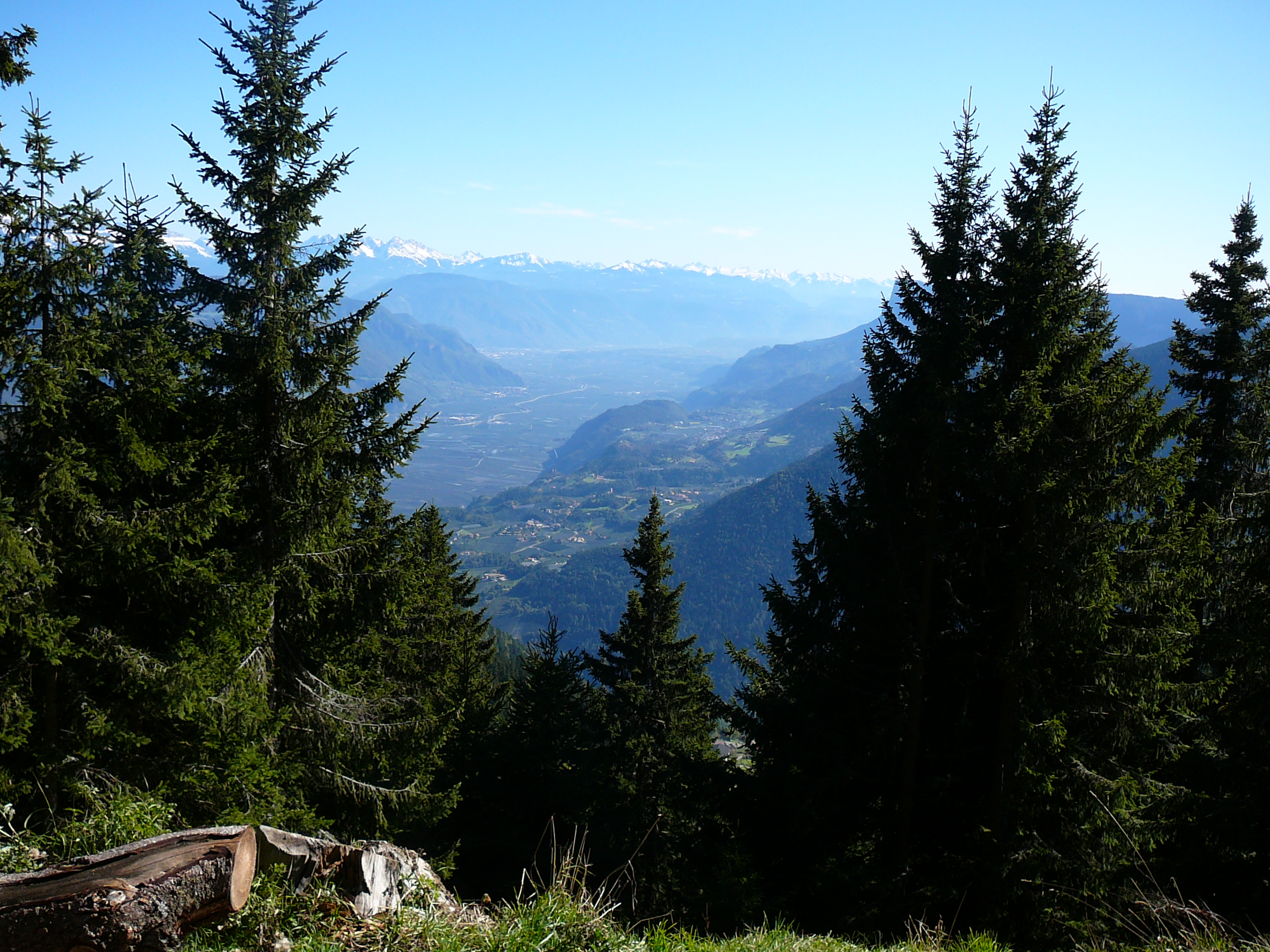
Blick nach Südosten zum Tisenser Mittelgebirge und ins Etschtal